# شهرک صنعتی بینالود
شهرک بینالود در تاریخ ۷۱/۱۲/۲۷ به تصویب هیئت وزیران رسیده و راه‌اندازی آن در سال ۱۳۷۲ آغاز گردید. این شهرک با مساحت ۱۱۰۰۰۰ هکتار و اندازهٔ صنعتی ۷۰ هکتار در کیلومتر ۵۰ جاده مشهد-نیشابور قرار دارد.

## ویژگی‌ها
- قرار گرفتن در مسیر راه‌آهن مشهد - تهران - بندرعباس - سرخس.
- قرارگرفتن در مسیر بزرگراه مشهد- باغچه- نیشابور.
- قرارگرفتن در مسیر خط انتقال گاز به فاصله چهار کیلومتری از شهرک.
- برخورداری از کلیه تأسیسات زیر بنایی آب، برق، تلفن.
- نزدیکی به مرکز استان و استفاده از امکانات شهری:اتصال به شبکهٔ ریلی …
- با توجه به استقرار شرکت ایران خودرو خراسان در مجاورت شهرک بستر مناسبی جهت سرمایه‌گذاری واحدهای مرتبط با خودروسازی می‌باشد.
- استقرار شهرک در مجاورت شهر جدید بینالود که با هدف مسکن سازی برای کارکنان واحدهای تولیدی توسط سازمان مسکن استان سرمایه‌گذاری شده است.
- امکان پوشش تلفن همراه
- واحدهای این شهرک از تاریخ شروع بهره‌برداری به میزان ۸۰٪ به مدت چهار سال از مالیات معاف می‌باشند.